# リチャード・バーガー
- リチャード・バーガーは、アメリカ人タレント。この項で述べる。
- リック・バーガー（リヒャルト・ベルガー）（Richard (Ric) Berger） (1894-1984) は、スイスの美術学者。
- リチャード・H・バーガー (Richard H.Berger) は。アメリカ合衆国の映画製作者（CinemaScape）。

リチャード・S・バーガー（Richard S. Berger, 1963年12月5日 - ）は、国際研究家として活動するかたわら、レポーターやコメンテーター等のタレント活動を幅広くこなすアメリカ人タレント。日本テレビインターナショナルコーポレーションロサンゼルス支局、キヤノン海外広報担当課長などを経て、2017年から株式会社リンクグローバルソリューション広報責任者。

## 来歴・人物
アメリカ合衆国ニューヨーク州ロチェスター出身。1988年、カリフォルニア州立大学ノースリッジ校卒。在学中、1985年から1987年まで早稲田大学に留学。
日本国内での活躍も目立つ。英語だけでなく各国の言葉を喋るが、中国語はあきらかにデタラメな感じがあり当時出演していたクイズ番組でインチキ中国人として親しまれた。日本語は堪能であり、日本人を相手にレポートしている際も全く違和感がなかった。
国際研究家としての仕事はどれだけやっているのか不明だが、日本人や日本文化を主に対象としているらしい。性格的には明るくひょうきんである。アメリカ人としては若干小柄。空手五段。

## テレビ
- 『琉球の風』
- 『HOTEL』

## 映画
- 『ゴジラvsキングギドラ』（1991年）グレンチコ役[1]

## バラエティ
- いい旅・夢気分
- なるほど!ザ・ワールド
- 食キングクイズ!地球まるかじり

## 著作
- 「よろしくお願いします」と英語で言いたいあなたへキヤノン英語マンから２０のアドバイス（朝日新聞出版2008年）